# Кастелла
Кастелла (яп. カステラ касутэра) — популярный в Японии бисквит, появившийся в XVI веке благодаря португальским торговцам.

## История

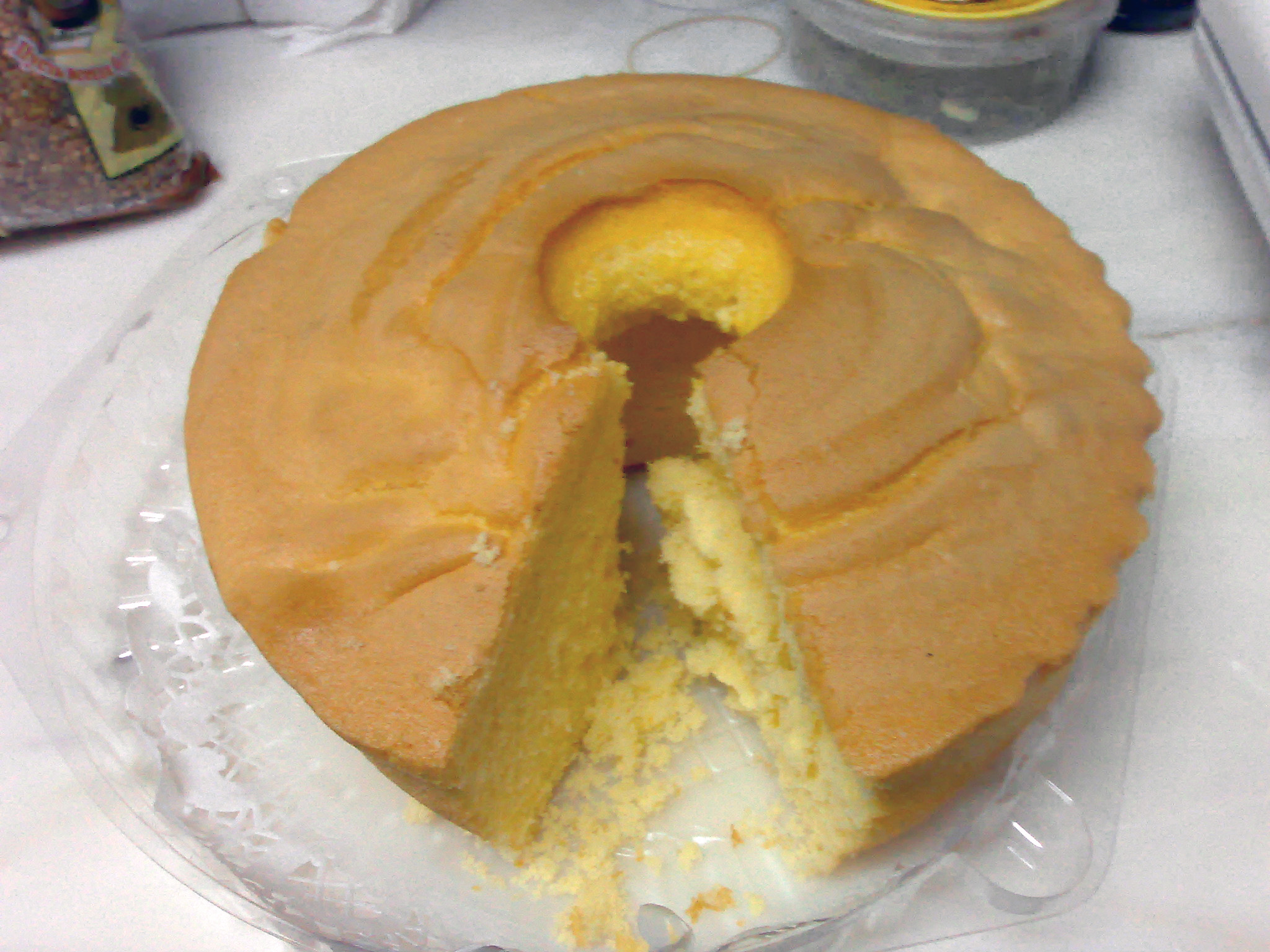
Pão-de-ló - португальский предок кастеллы.

Сегодня считается, что кастелла — это специализация Нагасаки, однако бисквит появился в Японии благодаря португальским торговцам в XVI веке. Слово «кастелла» произошло от португальского Pão de Castela, «хлеб из Кастилии». Кастеллу обычно продают в продолговатых коробках примерно 27-сантиметровой длины.
В XVI веке суда португальских купцов достигли Японии. Нагасаки был единственным портом, открытым для международной торговли. Португальцы привезли с собой множество неизвестных японцам вещей: ружья, табак, тыкву и кастеллу. Бисквиты хорошо сохраняются, поэтому за месяцы плавания они не портились. В период Эдо кастелла была дорогим десертом из-за высоких цен на сахар. Клан Токугава преподнёс кастеллу императору. Со временем вкус кастеллы изменялся под влиянием японских предпочтений.

## Приготовление

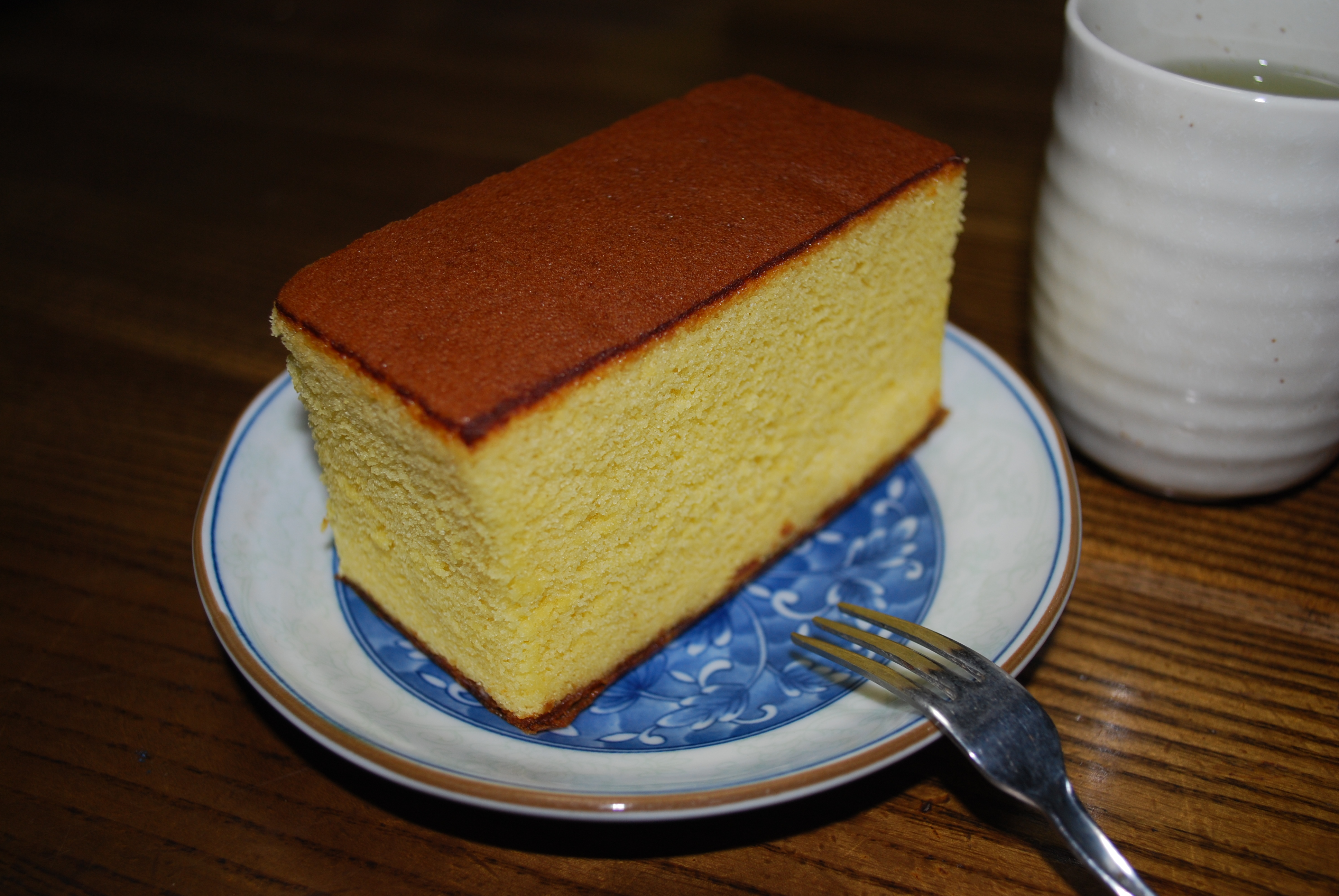
Кастелла

Кастелла имеет нежный вкус. Готовится из сахара, муки, яиц и крахмального сиропа. Кастеллу делают с пудрой зелёного чая, коричневым сахаром и мёдом. Кастелле придают разнообразные формы, в частности, на мацури часто продают маленькие бисквиты.
Одной из разновидностей кекса-кастелла является кекс «Сибирь».

## Тайваньская кастелла
Кастеллы впервые были завезены на Тайвань в период японской оккупации. В 1968 году Е Юнцин, владелец японской пекарни в Тайбэе под названием Намбанто, стал партнером японской компании Nagasaki Honpu, чтобы основать бизнес по производству кастелл .
Кастелла в тайваньском стиле, как правило, больше похожа на суфле, чем японская разновидность с мягким центром, который может по консистенции приближаться к заварному крему. Фирменным блюдом Тамсуи является простой торт кастелла в форме подушки. Кастелла в тайваньском стиле продаётся и в Японии.
Тайваньская кастелла может иметь различные вкусы: коричневый сахар, мёд, сыр, маття, ходзитя и шоколад. Они могут быть разного размера и формы, от «кастеллы на один укус» до изделий, изображающих персонажей аниме.

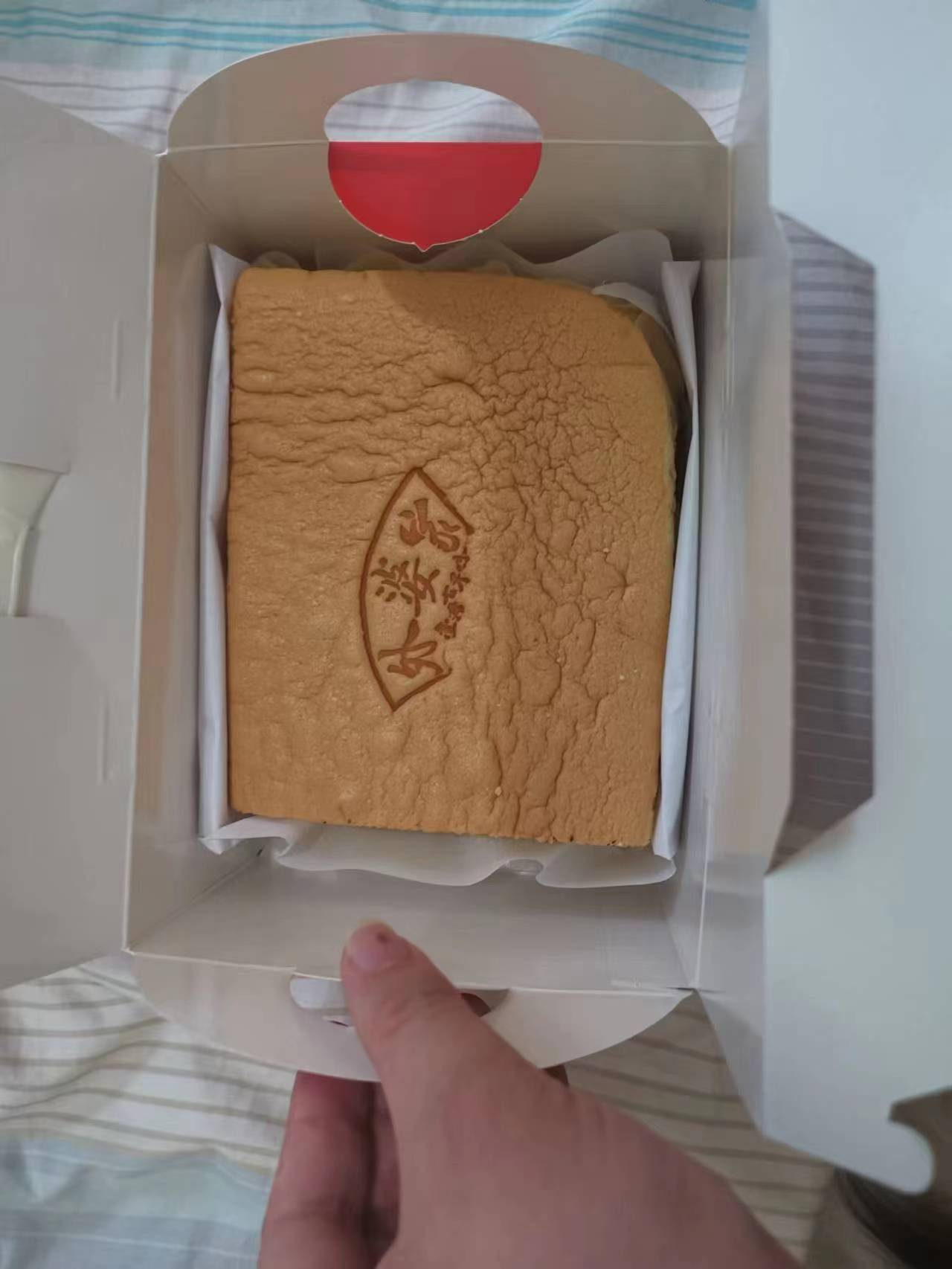
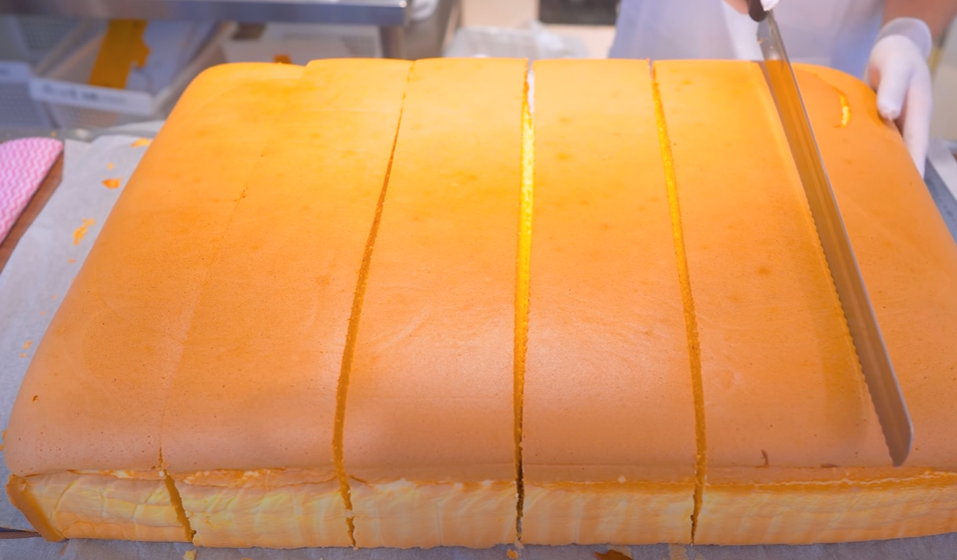
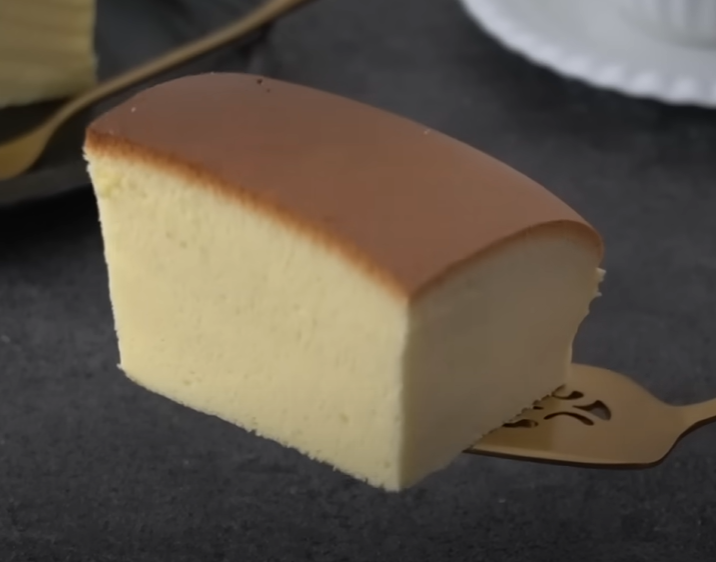
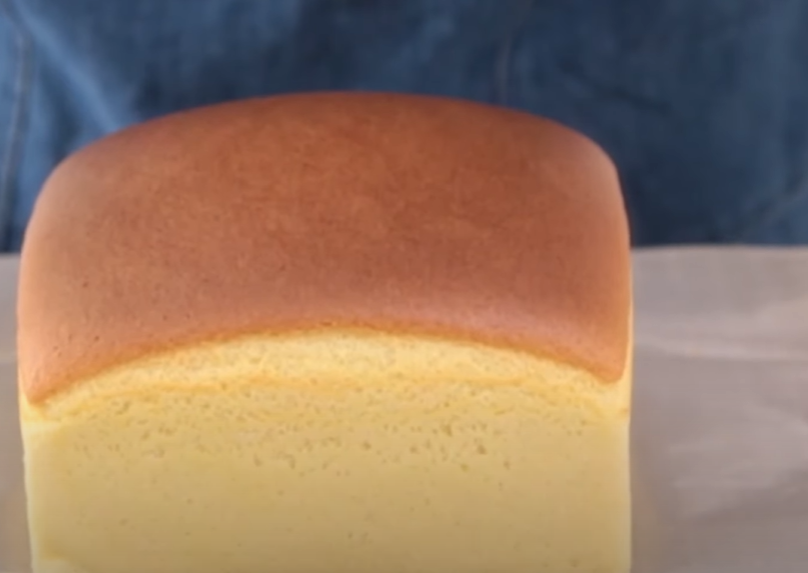
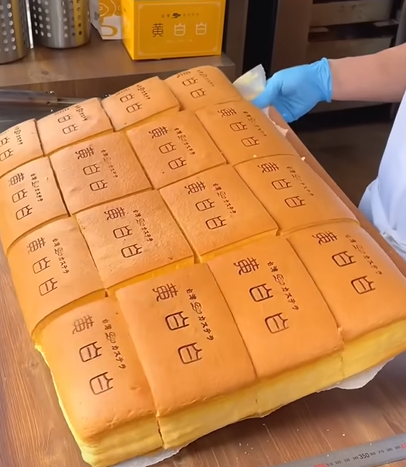